# مطار تشانغجياكو نينغيوان
مطار تشانغجياكو نينغيوان (بالإنجليزية: Zhangjiakou Ningyuan Airport)‏ و(بالصينية: 张家口宁远机场) (إياتا: ZQZ، إيكاو: ZBZJ) مطار عسكري/عام يقع بمدينة تشانغجياكو في خبي في الصين. تم افتتاحه في 16 يونيو 2013، يبلغ طول المدرج 2500 م .

## شركات الطيران والوجهات
| شركـات طيـران          | الوجهات |
| ---------------------- | --- |
| خطوط شرق الصين الجوية  | مطار شانغهاي بودنغ الدولي                                                                                            |
| طيران الصين اكسبرس     | مطار تشونغتشينغ جيانغبى الدولي، مطار داليان الدولي، مطار تيانجين الدولي، مطار شيان شيانيانغ الدولي                   |
| خطوط جنوب الصين الجوية | مطار قوانغتشو باييون الدولي، مطار شيجياتشوانغ تشنغدينغ الدولي                                                        |
| Hebei Airlines         | مطار هانغتشو شياوشان الدولي، مطار كونمينغ جانغشوي الدولي، مطار شيجياتشوانغ تشنغدينغ الدولي، مطار شيامن قاوتشي الدولي |
| سبرينغ (شركة طيران)    | مطار شانغهاي هونغكياو الدولي، مطار شنيانغ الدولي، مطار شينزين باوان الدولي، مطار شيجياتشوانغ تشنغدينغ الدولي         |

## وصلات خارجية
- http://www.flightstats.com/go/Airport/airportDetails.do?airportCode=ZQZ